# Esclerotoma

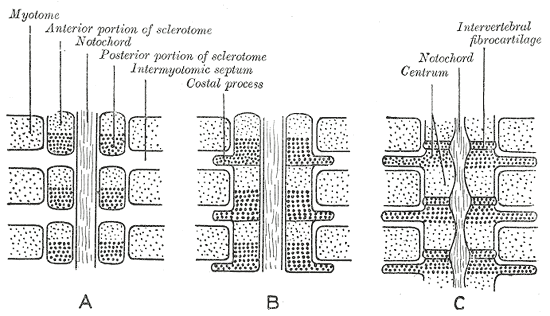
Esquema de la manera com es desenvolupa cada centre de la vèrtebra

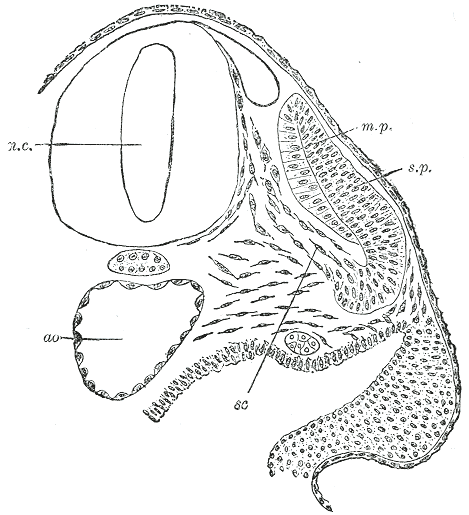
Secció transversal d'embrió humà de tres setmanes que mostra la diferenciació del primitiu segment. (Kollmann.) ao. Aorta. m.p. placa muscylar. n.c. canal neural. sc. Esclerotoma. s.p. placa del cutis

Un esclerotoma és una part d'una somita, una estructura del desenvolupament dels embrions dels vertebrats. Els esclerotomes finalment es diferencien en vèrtebres i la majoria del crani. La part caudal (posterior) d'un esclerotoma es fusiona amb la part anterior de l'adjacent per formar cada vèrtebra.
Des de la seva posició inicial en el somita, les cèl·lules de l'esclerotoma migren cap al notocord. Des del cos vertebral les cèl·lules de l'esclerotoma es desplacen dorsalment i envolten la columna vertebral, que està formant-se, formant l'arc vertebral. Altres cèl·lules es desplacen distalment a les vèrtebres toràciques per formar les costelles.